# 空军十字勋章 (美国)
空军十字勋章（英語：Air Force Cross）是美国空军成员能獲得第二高等级的勋章。空军十字勋章授予给那些在战斗中作出了极度的英勇行为，但不足以颁发荣誉勋章的任何美国空军人员。空军十字勋章相当于美国陆军的杰出服役十字勋章和海军的海军十字勋章（可授予海军、海军陆战队和海岸警卫队人员）。

## 历史
原定名为“杰出服役十字勋章（美国空军）”，与陆军杰出服役十字勋章名字相同，于1947年美国空军成为了独立军种之后提议设立。由埃莉诺·考克斯设计，美国国防部紋章研究所的托马斯·哈德逊·琼斯制作。1960年7月6日，美国国会通过法案正式设立了此勋章，并在美国法典第10部8742条中将名称“杰出服役十字勋章”改为“空军十字勋章”，以表明勋章所属于美国空军。
第一枚空军十字勋章追授给古巴导弹危机中阵亡的U-2驾驶员魯道夫·安德森少校，以表彰他的英勇行为。
至2008年4月，共授予了192枚空军十字勋章给187名军人。于古巴导弹危机中共授予一枚，同时也是它的首次授章紀錄。为第二次世界大战中的行为追授了两枚。越南战争中共授予180枚（越南战争中共授予了181枚空军十字勋章，但其中一枚于2000年升等为荣誉勋章），1975年的马亚圭斯号事件授予4枚。1991年海湾战争授予两枚，1993年索马里摩加迪沙之战授予一枚，2003年于阿富汗的巨蟒行动后授予两枚。最近的一枚则授予了作战管制员扎克瑞·J·瑞纳，以表彰2008年4月6日于阿富汗某山谷作战时的英勇表现。
共追授50枚，其中包括30名战斗中失踪人员。23枚空军十字勋章授予了空军士兵（相对于军官），11枚授予救援小组組员。17名受勋者是美国空军军官学校的毕业生，还有13枚则因俘虜期间的表现而授予。
只有四人曾获颁过一次以上的空军十字勋章，分别是：
- 詹姆斯·卡斯勒（三次）
- 罗宾逊·里斯纳（两次）
- 勒兰德·肯尼迪（两次）
- 约翰·特來美斯（两次）

### 授予条件
总统可将空军十字勋章授予那些在下列行动中表现出了特别的勇敢，但不足以授予荣誉勋章的美国空军的成员。
- 面对美国敌人时的行为
- 与敌对外国势力的军事行动
- 在友军中服役时，参与了友军与敌对势力（美国为非参战国）的武装冲突

 — 《美国法典》第十部，第8742条：空军十字勋章：授予

## 外观
空军十字勋章主体是一个光泽的铜制十字，在十字的正面是一只在云上的美国国鸟，白头海雕，与美国空军纹章上的设计相同。外围则由一圈绿色珐琅制，边缘镶金的月桂花环所环绕。勋章的背面留空，每枚授予出的空军十字勋章都会刻上受章者的名字。
绶带中部是布列塔尼蓝色，边缘则是白色和红色的条带。绶带的式样几乎和陆军的杰出服役十字勋章相同，仅将中央条带换成了较浅的颜色，以表明两种勋章之间的相似性。多次获颁时，在绶带上加佩橡叶束装饰。

## 著名受勋者
（以下军衔为获得勋章时的军衔）
- 鲁道夫·安德森，少校，于古巴导弹危机事件中殉职
- 巴德·戴，上校，越战战俘，荣誉勋章获得者
- 查理·B·德貝勒夫（英语：Charles B. DeBellevue），上尉，越战美国空军武器官，共击落6架敌机
- 杜安·哈克尼，二等兵，空军救援小组成员
- 詹姆斯·卡斯勒（3次），中校，越战美军飞行员，战俘
- 勒兰德·肯尼迪（2次），上尉，空军救援直升机飞行员
- 罗宾·奥尔兹，上校，参加了第二次世界大战和越南战争
- 威廉·皮森伯格，中士，救援小组，追授空军十字勋章，获得该勋章的第一名士兵，后升级为荣誉勋章
- 卡尔·里希特，中尉，越战美军战斗机飞行员，阵亡
- 詹姆斯·罗宾逊·里斯纳（2次），中校，越战美军飞行员，战俘，首个活着的空军十字勋章受勋者
- C·S·卡佛，上尉，空军救援小组成员
- 理查·史蒂夫·里奇（英语：Richard Stephen Ritchie），上尉，越战美军王牌飞行员
- 罗伯特·怀特，上校，X-15試驗機的测试飞行员，越战中驾驶F-105戰鬥機
- 理查德·厄茨伯格，总军士长，于Lima Sit 85战斗中阵亡，后勋章升级为荣誉勋章